# Põhja-Sakala kommune
Põhja-Sakala landkommune (estisk: Põhja-Sakala vald) er en landkommune (estisk: vald) i det sydlige Estland.
Põhja-Sakala landkommune ligger i amtet Viljandimaa. Hovedbyen er byen Suure-Jaani. Kommunen har et areal på 1.153 km2
og et befolkningstal på 7.748 (2023) indbyggere.